# 橘公子
橘 公子（たちばな きみこ、1921年10月10日 -  没年不詳、本名は豊田喜三子。旧姓・川村）は、日本の女優。

## 来歴
和歌山県和歌山市本町生まれ。1933年、両親が亡くなり、遠縁の元日活太秦撮影所脚本部員の松本有義の養女になり、東京市渋谷区に移る。青山高等女学部（現・青山学院中等部・高等部）に進学。
1936年、養父の薦めで日活多摩川に入社。1937年、「お父さんの歌時計」で初主演。けれども、青山高等女学部から当時芸能活動について理解が得られずに中途退学勧告を受けて、学校を中退。以降、轟夕起子らとともに日活現代劇で活躍する。特に滝口新太郎とは『制服を着た芸妓』以来共演が多く、青春コンビとして人気を博した。
1939年に嵐寛寿郎の相手役で時代劇『三味線武士』に初出演。この作品が評判になったことから、翌1940年より時代劇の日活京都に移籍し、阪東妻三郎や片岡千恵蔵らとも次々に共演。
1942年1月、戦時統合で大映京都に移籍。ここでも時代劇で活躍。1946年、池田富保監督の大同映画設立に応じたため、会社ににらまれ役が小さくなり退社。大同映画は製作不能のため舞台に新境地を見出す。
1950年、大映に復帰、脇役として71年11月の倒産まで多数の映画に出演を続けた。以後はTVドラマに出演した。
1976年12月の『映画の日』に、永年勤続者として高峰秀子・沢村貞子らとともに表彰された。
私生活では1942年に結婚し一男一女有り。

## 映画
- お父さんの歌時計 日活多摩川 1937.05.20
- 夢の鉄兜 日活多摩川 1937.09.08
- 制服を着た芸妓 日活多摩川 1937.10.07
- 大金剛の譜 日活多摩川 1938.01.21
- お菊ちゃん 日活多摩川 1938.03.08
- 友よ意気高らかに 日活多摩川 1938.05.12
- 茶房の花々 日活多摩川 1938.06.01
- 姉ごころ 日活多摩川 1938.06.20
- 蒙古の花嫁 日活多摩川 1938.06.23
- 我が恋せし女中さん 日活多摩川 1938.08.10
- 男の道 日活多摩川 1938.09.29
- 江戸の結婚前 日活多摩川 1938.10.20
- 鉄火部隊 日活多摩川 1938.12.01
- 思い出の丘 日活多摩川 1938.12.25
- 礼子の出発 日活京都 1939.03.08
- 山の誓ひ 日活多摩川 1939.05.04
- 若い花 日活多摩川 1939.06.22
- 三味線武士 日活京都 由貴 1939.11.15
- 若き感情 日活多摩川 1939.12.14
- 大地に咲く 日活多摩川 1940.01.20
- 女性の罠 日活多摩川 娘千恵子 1940.04.18
- 春ひらく 日活多摩川 1940.05.08
- 牢獄の狼 日活京都 1940.08.01
- まぼろし城 第一部 日活京都 1940.10.10
- 北海に叫ぶ武士 日活京都 シレチヤ 1940.10.28
- まぼろし城 第二部 日活京都 1940.11.01
- まぼろし城 第三部 日活京都 1940.11.23
- 神変麝香猫 第一篇 地獄の門 日活京都 娘由美 1940.12.30
- 大岡政談　鮫竜の鈴 日活京都 1941.01.07
- 山岳武士 日活京都 1941.02.11
- 柳生月影抄 日活京都　由利 1941.06.01
- 鞍馬天狗　薩摩の密使 日活京都 二條あや 1941.07.14
- 関東剣豪陣 日活京都 1941.08.28
- 決戦奇兵隊 日活京都 お福 1941.12.30
- 江戸の龍虎 日活京都 冴女 1942.02.19
- 維新の曲 大映京都 1942.05.14
- 大阪町人 大映第二1942.06.11
- お市の方 大映第二 柳瀬 1942.09.10
- 南方発展史 海の豪族 日活京都 1942.10.08
- 富士に立つ影 大映京都 お雪 1942.12.27
- 成吉思汗 大映第二 ドクーズ 1943.01.03
- 海ゆかば 大映第二 1943.05.27
- マリア・ルーズ號事件 奴隷船 大映京都　彩花 1943.09.02
- 菊池千本槍 シドニー特別攻撃隊 大映　延壽白菊 1944.01.14
- お馬は七十七万石 　大映京都 1944.02.24
- 河童大将 大映京都 1944.08.31
- 狐の呉れた赤ん坊 大映京都 おとき 1945.11.08
- お夏清十郎 大映京都 1946.07.11
- 大江戸七変化 大映京都 菊野 1949.07.10
- 千両肌 新演伎座 1950.07.15
- 旗本退屈男捕物控 毒殺魔殿 東横　早苗（腰元）1950.10.07
- 偽れる盛装 大映京都 友香1951.01.13
- 源氏物語 大映京都 藤壺の命婦 1951.11.02
- 十六夜街道 大映京都 熊吉女房おかつ 1951.12.14
- 大佛開眼 大映京都 中納言髙廣夫人 1952.11.13
- 白い三叉路 シネアート・プロ 1953.06.03
- 獅子の座 大映京都 お繁 1953.06.03
- 祇園囃子 大映京都 菊春 1953.08.12
- 怪猫有馬御殿 大映京都　七浦 1953.12.29
- 怪盗まだら蜘蛛 大映京都 1954.01.15
- 山椒大夫 大映京都 波路 1954.03.31
- 噂の女 大映京都 薄雲太夫 1954.06.20
- 投げ唄左門二番手柄　釣天井の佝僂男 大映京都 祥光院 1954.07.28
- 近松物語 大映京都 お蝶 1954.11.23
- 怪猫逢魔ケ辻 大映京都 市川登女次 1954.12.29
- 次男坊判官 大映京都 1955.03.25
- 藤十郎の恋 大映京都 1955.06.15
- 新・平家物語 大映京都 郎党の妻女 1955.09.21
- 花頭巾 大映京都 お貞（源庵の妻） 1956.07.25
- 夜の河 大映東京 舟木の妻みつ 1956.09.12
- 不知火奉行 大映京都 お紋 1956.09.19
- 月形半平太 花の巻・嵐の巻 大映京都 お美代 1956.10.17
- 朱雀門 大映京都 織子（帥の宮の乳母） 1957.03.20
- 源氏物語 浮舟 大映京都 山路 1957.04.30
- 地獄花 大映京都 二ノ姫の侍女・槙 1957.06.25
- 三日月秘文 大映京都 千代（大庭鉄之丞の妻） 1957.07.09
- 不知火頭巾 大映京都 お藤の方 1957.11.17
- ふり袖纏 大映京都 女房お豊 1958.03.25
- 忠臣蔵 大映京都 仲居 お八重 1958.04.01
- 怪猫呪いの壁 大映京都 綱手 1958.06.15
- 日蓮と蒙古大襲来 大映京都1958.10.01
- 白鷺 大映東京 おいね 1958.11.29
- 化け猫御用だ 大映京都 奥方お愛の方 1958.12.21
- ぼんち 大映京都 君香 1960.04.13
- 大江山酒天童子 大映京都 賎機 1960.04.27
- 忠直卿行状記 (1960年)
- 好色一代男 大映東京 お滝 1961.03.21
- 大大菩薩峠 完結篇 大映京都 おろく 1961.05.17
- 悪名 (1961年)
- お琴と佐助 大映東京 お種 1961.10.14
- 釈迦 大映京都 アミター 1961.11.01
- 怪談夜泣き燈籠 大映京都 お菅 1962.06.24
- 妖僧 (1963年)
- 眠狂四郎殺法帖 大映京都 1963.11.02
- 眠狂四郎勝負 大映京都 1964.01.09
- 剣 大映京都 1964.03.14
- 眠狂四郎魔性剣 大映京都 1965.05.01
- 刺青 大映京都 お芳 1966.01.15
- 眠狂四郎多情剣 大映京都 1966.03.12
- 若親分乗り込む 大映京都 1966.05.03
- 大魔神怒る 大映京都 度々平の母くめ 1966.08.13
- 眠狂四郎無頼剣 大映京都 1966.11.09
- 座頭市鉄火旅 大映京都 1967.01.03
- 陸軍中野学校 密命 大映京都 1967.06.17
- 若親分兇状旅 大映京都 1967.08.12
- なみだ川 1967
- 陸軍中野学校 開戦前夜 大映京都 1968.03.09
- 眠狂四郎悪女狩り 大映京都 1969.01.11
- 四谷怪談 お岩の亡霊 大映京都　お槇 1969.06.28
- おさな妻 大映東京 保育園の青山先生 1970.11.03

## テレビドラマ
- 逃げ傷 NHK 1955
- お嬢さん 関西テレビ 1962
- 風雲児半次郎 唐芋侍と西郷 毎日放送 1964
- ミスター・シャネル 関西テレビ 1965
- 土曜日の女 日本テレビ 1970
- 大忠臣蔵 NET 1971
- 特別機動捜査隊 498話・520話 NET 1971
- 破れ傘刀舟 悪人狩り 日本テレビ 1974